# Matidia
Genre
Synonymes
- Kakaibanoides Barrion & Litsinger, 1995

Matidia est un genre d'araignées aranéomorphes de la famille des Clubionidae.

## Distribution
Les espèces de ce genre se rencontrent en Asie du Sud-Est, en Asie du Sud, en Asie de l'Est et en Nouvelle-Guinée.

## Liste des espèces
Selon World Spider Catalog (version 22.5, 05/11/2021) :
- Matidia bipartita Deeleman-Reinhold, 2001
- Matidia calcarata Thorell, 1878
- Matidia chlora Chrysanthus, 1967
- Matidia flagellifera Simon, 1897
- Matidia incurvata Reimoser, 1934
- Matidia mas Deeleman-Reinhold, 2001
- Matidia missai Versteirt, Baert & Jocqué, 2010
- Matidia muju Chrysanthus, 1967
- Matidia paranga (Barrion & Litsinger, 1995)
- Matidia simia Deeleman-Reinhold, 2001
- Matidia simplex Simon, 1897
- Matidia spatulata Chen & Huang, 2006
- Matidia strobbei Versteirt, 2010
- Matidia trinotata Thorell, 1890
- Matidia virens Thorell, 1878
- Matidia viridissima Strand, 1911
- Matidia xieqian Yu & Li, 2021

## Publication originale
- Thorell, 1878 : « Studi sui ragni Malesi e Papuani. II. Ragni di Amboina raccolti Prof. O. Beccari. » Annali del Museo Civico di Storia Naturale di Genova, vol. 13, p. 1-317 (texte intégral).